# Charles C. Krulak

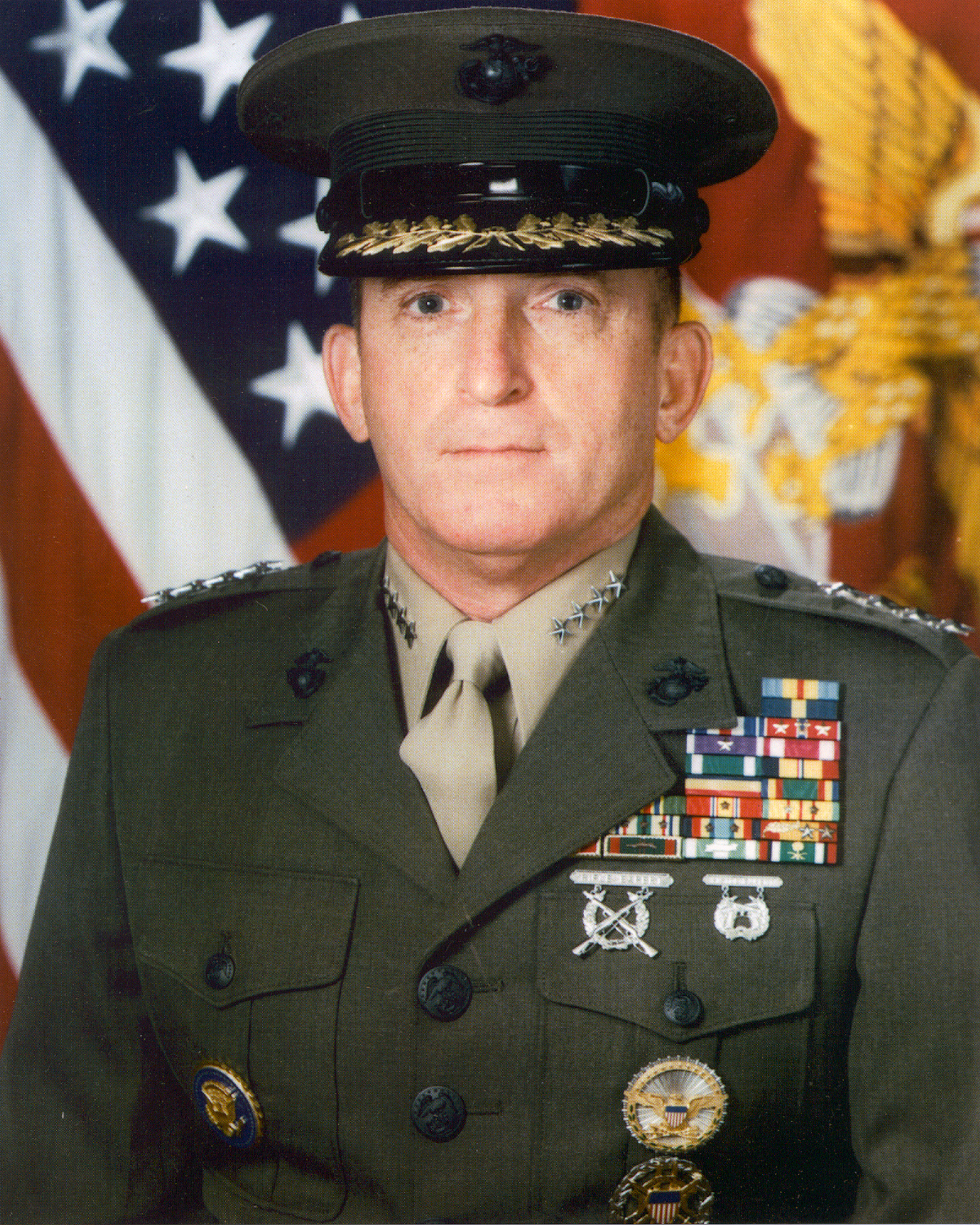
General Charles Krulak

Charles Chandler „Chuck“ Krulak (* 4. März 1942 in Quantico, Virginia) ist ein ehemaliger General des United States Marine Corps (USMC) und war von 1995 bis zu seiner Verabschiedung in den Ruhestand 1999 der 31. Commandant of the Marine Corps.

## Leben
Krulak wurde als Sohn von Lieutenant General Victor H. Krulak, der im Zweiten Weltkrieg, im Koreakrieg und im Vietnamkrieg kämpfte, geboren. Nach der High School ging er zur US Naval Academy in Annapolis, wo er 1964 graduierte. Ferner hat er seit 1973 einen Abschluss der George Washington University und seit 1982 einen Abschluss des Naval War College.
Während des Vietnamkrieges war Krulak Kommandeur eines Platoons. Nach verschiedenen anderen Posten diente er von 1970 bis 1973 als Kompanieoffizier an der Marineakademie in Annapolis, bevor er von 1983 bis 1985 Chef des 3. Bataillons des 3. US-Marineregimentes der 3. US-Marinedivision wurde. 1989 war Krulak als Assistent des Kommandeurs der 2. US-Marinedivision eingesetzt. Nach dem Ende des Zweiten Golfkrieges 1991 erfolgte seine Versetzung in das Hauptquartier des US Marine Corps. Nach dieser Tätigkeit diente er in Quantico, bevor er 1994 Kommandierender General der Marines im Pazifikraum wurde. Ein Jahr später erfolgte seine Beförderung zum General und Ernennung zum 31. Commandant of the Marine Corps.
Er ist verheiratet und hat zwei Söhne.

## Auszeichnungen
Auswahl der Dekorationen, sortiert in Anlehnung der Order of Precedence of Military Awards:
- Defense Distinguished Service Medal
- Navy Distinguished Service Medal
- Silver Star
- Bronze Star (3 ×)
- Purple Heart (2 ×)
- Meritorious Service Medal
- Navy & Marine Corps Commendation Medal
- Navy Unit Commendation
- National Defense Service Medal (2 ×)
- Vietnam Service Medal (6 ×)
- Southwest Asia Service Medal (4 ×)